# Třída Indefatigable
Třída Indefatigable byla třída bitevních křižníků Royal Navy, postavených v letech 1909–1913. Skládala se z jednotek Indefatigable, New Zealand a Australia. Konstrukčně lodě navázaly na předchozí třídu Invincible, byly však o něco delší a jejich dělové věže byly upraveny tak, aby loď mohla použít všechna děla pro střelbu na obě strany. Vizuálně se loď lišila například tím, že v prostoru mezi prostředními věžmi byl jeden z komínů. Stavbu lodí New Zealand a Australia financovaly právě tyto země.
New Zealand bojoval už 28. srpna 1914 v První bitva u Helgolandské zátoky a dne 24. ledna 1915 i v bitvě u Dogger Banku. Indefatigable byl potopen 31. května 1916 v bitvě u Jutska palbou německého bitevního křižníku SMS Von der Tann. New Zealand se bitvy také účastnil, ale nebyl zde vážně poškozen. Dne 17. listopadu 1917 bojoval New Zealand také v druhé bitvě u Helgolandské zátoky.
New Zealand a Australia válku přečkaly, první z nich byl v roce 1922 prodán k sešrotování, zatímco druhý byl v roce 1924 potopen tak, aby vytvořil umělý útes.